# Lista över avsnitt av Perry Mason
Följande artikel är en lista över avsnitt av den amerikanska kriminalserien Perry Mason. Serien sändes ursprungligen i nio säsonger, mellan 1957 och 1966.

## Säsong 1
Om inte annat anges bygger avsnitten på Gardners originalböcker med samma namn
1. The Case of the Restless Redhead (21 september 1957)
2. The Case of the Sleepwalker's Niece (28 september 1957)
3. The Case of the Nervous Accomplice (5 oktober 1957)
4. The Case of the Drowning Duck (12 oktober 1957)
5. The Case of the Sulky Girl (19 oktober 1957)
6. The Case of the Silent Partner (26 oktober 1957)
7. The Case of the Angry Mourner (2 november 1957)
8. The Case of the Crimson Kiss (9 november 1957) (bygger på en novell av Gardner)
9. The Case of the Vagabond Vixen (196 november 1957) (originalmanus)
10. The Case of the Runaway Corpse (23 november 1957)
11. The Case of the Crooked Candle (30 november 1957)
12. The Case of the Negligent Nymph (7 december 1957)
13. The Case of the Moth-Eaten Mink (14 december 1957)
14. The Case of the Baited Hook (21 december 1957)
15. The Case of the Fan-Dancer's Horse (28 december 1957)
16. The Case of the Demure Defendant (4 januari 1958)
17. The Case of the Sun Bather's Diary (11 januari 1958)
18. The Case of the Cautious Coquette (18 januari 1958)
19. The Case of the Haunted Husband (25 januari 1958)
20. The Case of the Lonely Heiress (1 februari 1958)
21. The Case of the Green-eyed Sister (8 februari 1958)
22. The Case of the Fugitive Nurse (15 februari 1958)
23. The Case of the One-eyed Witness (22 februari 1958)
24. The Case of the Deadly Double (1 mars 1958) (originalmanus)
25. The Case of the Empty Tin (8 mars 1958)
26. The Case of the Half-wakened Wife (15 mars 1958)
27. The Case of the Desperate Daughter (22 mars 1958) (originalmanus)
28. The Case of the Daring Decoy (29 mars 1958)
29. The Case of the Hesitant Hostess (5 april 1958)
30. The Case of the Screaming Woman (26 april 1958)
31. The Case of the Fiery Fingers (3 maj 1958)
32. The Case of the Substitute Face (10 maj 1958)
33. The Case of the Long-Legged Models (17 maj 1958)
34. The Case of the Gilded Lily (24 maj 1958)
35. The Case of the Lazy Lover (31 maj 1958)
36. The Case of the Prodigal Parent (7 juni 1958) (originalmanus)
37. The Case of the Black-eyed Blonde (14 juni 1958)
38. The Case of the Terrified Typist (21 juni 1958)
39. The Case of the Rolling Bones (28 juni 1958)

## Säsong 2
1. The Case of the Corresponding Corpse (20 september 1958) (originalmanus)
2. The Case of the Lucky Loser (27 september 1958)
3. The Case of the Pint-Sized Client (4 oktober 1958) (originalmanus)
4. The Case of the Sardonic Sergeant (11 oktober 1958) (originalmanus)
5. The Case of the Curious Bride (18 oktober 1958)
6. The Case of the Buried Clock (1 november 1958)
7. The Case of the Married Moonlighter (8 november 1958) (originalmanus)
8. The Case of the Jilted Jockey (15 november 1958) (originalmanus)
9. The Case of the Purple Woman (6 december 1958) (originalmanus)
10. The Case of the Fancy Figures (13 december 1958) (originalmanus)
11. The Case of the Perjured Parrot (20 december 1958)
12. The Case of the Shattered Dream (3 januari 1959) (originalmanus)
13. The Case of the Borrowed Brunette (10 januari 1959)
14. The Case of the Glittering Goldfish (17 januari 1959) (originalmanus)
15. The Case of the Foot-Loose Doll (24 januari 1959)
16. The Case of the Fraudulent Foto (7 februari 1959) (originalmanus)
17. The Case of the Romantic Rogue (14 februari 1959) (originalmanus)
18. The Case of the Jaded Joker (21 februari 1959) (originalmanus)
19. The Case of the Caretaker's Cat (7 mars 1959)
20. The Case of the Stuttering Bishop (14 mars 1959)
21. The Case of the Lost Last Act (21 mars 1959) (originalmanus)
22. The Case of the Bedeviled Doctor (4 april 1959) (originalmanus)
23. The Case of the Howling Dog (11 april 1959)
24. The Case of the Calendar Girl (18 april 1959)
25. The Case of the Petulant Partner (25 april 1959) (originalmanus)
26. The Case of the Dangerous Dowager (9 maj 1959)
27. The Case of the Deadly Toy (16 maj 1959)
28. The Case of the Spanish Cross (30 maj 1959) (originalmanus)
29. The Case of the Dubious Bridegroom (13 juni 1959)
30. The Case of the Lame Canary (27 juni 1959)

## Säsong 3
Från och med säsong tre är avsnitten specialskrivna för TV om inte annat anges
1. The Case of the Spurious Sister (3 oktober 1959)
2. The Case of the Watery Witness (10 oktober 1959)
3. The Case of the Garrulous Gambler (17 oktober 1959)
4. The Case of the Blushing Pearls (24 oktober 1959)
5. The Case of the Startled Stallion (31 oktober 1959)
6. The Case of Paul Drake's Dilemma (14 november 1959)
7. The Case of the Golden Fraud (21 november 1959)
8. The Case of the Bartered Bikini (5 december 1959)
9. The Case of the Artful Dodger (12 december 1959)
10. The Case of the Lucky Legs (19 december 1959) (bygger på Gardners bok med samma namn)
11. The Case of the Violent Village (2 januari 1960)
12. The Case of the Frantic Flyer (9 januari 1960)
13. The Case of the Wayward Wife (23 januari 1960)
14. The Case of the Prudent Prosecutor (30 januari 1960)
15. The Case of the Gallant Grafter (6 februari 1960)
16. The Case of the Wary Wildcatter (20 februari 1960)
17. The Case of the Mythical Monkeys (27 februari 1960) (bygger på Gardners bok med samma namn)
18. The Case of the Singing Skirt (12 mars 1960) (bygger på Gardners bok med samma namn)
19. The Case of the Bashful Burro (26 mars 1960)
20. The Case of the Crying Cherub (9 april 1960)
21. The Case of the Nimble Nephew (23 april 1960)
22. The Case of the Madcap Modiste (30 april 1960)
23. The Case of the Slandered Submarine (14 maj 1960)
24. The Case of the Ominous Outcast (21 maj 1960)
25. The Case of the Irate Inventor (28 maj 1960)
26. The Case of the Flighty Father (11 juni 1960)

## Säsong 4
1. The Case of the Treacherous Toupee (17 september 17 1960)
2. The Case of the Credulous Quarry (24 september 1960)
3. The Case of the Ill-Fated Faker (1 oktober 1960)
4. The Case of the Singular Double (8 oktober 8 1960)
5. The Case of the Lavender Lipstick (15 oktober 1960)
6. The Case of the Wandering Widow (22 oktober 1960)
7. The Case of the Clumsy Clown (5 november 1960)
8. The Case of the Provocative Protégé (12 november 12 1960)
9. The Case of the Nine Dolls (19 november 1960)
10. The Case of the Loquacious Liar (3 december 1960)
11. The Case of the Red Riding Boots (10 december 10 1960)
12. The Case of the Larcenous Lady (17 december 17 1960)
13. The Case of the Envious Editor (7 januari 1961)
14. The Case of the Resolute Reformer (14 januari 1961)
15. The Case of the Fickle Fortune (21 januari 1961)
16. The Case of the Waylaid Wolf (4 februari 1961) (bygger på Gardners bok med samma namn)
17. The Case of the Wintry Wife (18 februari 1961)
18. The Case of the Angry Dead Man (25 februari 1961)
19. The Case of the Blind Man's Bluff (11 mars 1961)
20. The Case of the Barefaced Witness (18 mars 1961)
21. The Case of the Difficult Detour (25 mars 1961)
22. The Case of the Cowardly Lion (8 april 1961)
23. The Case of the Torrid Tapestry (22 april 1961)
24. The Case of the Violent Vest (29 april 1961)
25. The Case of the Misguided Missile (6 maj 1961)
26. The Case of the Duplicate Daughter (20 maj 1961) (bygger på Gardners bok med samma namn)
27. The Case of the Grumbling Grandfather (27 maj 1961)
28. The Case of the Guilty Clients (10 juni 1961)

## Säsong 5
1. The Case of the Jealous Journalist (2 september 1961)
2. The Case of the Impatient Partner (16 september 1961)
3. The Case of the Missing Melody (30 september 1961)
4. The Case of the Malicious Mariner (7 oktober 1961)
5. The Case of the Crying Comedian (14 oktober 1961)
6. The Case of the Meddling Medium (21 oktober 1961)
7. The Case of the Pathetic Patient (28 oktober 1961)
8. The Case of the Traveling Treasure (4 november 1961)
9. The Case of the Posthumous Painter (11 november 1961)
10. The Case of the Injured Innocent (18 november 1961)
11. The Case of the Left-Handed Liar (25 november 1961)
12. The Case of the Brazen Bequest (2 december 1961)
13. The Case of the Renegade Refugee (9 december 1961)
14. The Case of the Unwelcome Bride (16 december 1961)
15. The Case of the Roving River (30 december 1961)
16. The Case of the Shapely Shadow (6 januari 1962) (bygger på Gardners bok med samma namn)
17. The Case of the Captain's Coins (13 januari 1962)
18. The Case of the Tarnished Trademark (20 januari 1962)
19. The Case of the Glamorous Ghost (3 februari 1962) (bygger på Gardners bok med samma namn)
20. The Case of the Poison Pen-Pal (10 februari 1962)
21. The Case of the Mystified Miner (24 februari 1962)
22. The Case of the Crippled Cougar (3 mars 1962)
23. The Case of the Absent Artist (17 mars 1962)
24. The Case of the Melancholy Marksman (24 mars 1962)
25. The Case of the Angry Astronaut (7 april 1962)
26. The Case of the Borrowed Baby (14 april 1962)
27. The Case of the Counterfeit Crank (28 april 1962)
28. The Case of the Ancient Romeo (5 maj 1962)
29. The Case of the Promoter's Pillbox (19 maj 1962)
30. The Case of the Lonely Eloper (26 maj 1962)